# Barbara Hollomey
Barbara Hollomey (* 24. Oktober 1957) ist eine österreichische Politikerin der Österreichischen Volkspartei (ÖVP) und Lehrerin. Sie war seit 2014 Abgeordnete zum Steiermärkischen Landtag, wo sie die Nachfolge von Kristina Edlinger-Ploder, die mit 1. September 2014 zur Vize-Rektorin der Medizinischen Universität Graz bestellt wurde, antrat. Im Juni 2015 schied sie wieder aus dem Landtag aus.

## Politik
Hollomey ist Frauenvorsitzende der FCG Steiermark und Landesvorstand des steirischen Österreichischen Arbeitnehmerinnen- und Arbeitnehmerbund (ÖAAB). Darüber hinaus ist sie Aufsichtsrätin im Berufsförderungsinstitut Steiermark (BFI).
Am 23. September 2014 wurde Hollomey, die von Landeshauptmann-Stellvertreter und ÖVP-Chef Hermann Schützenhöfer vorgeschlagen wurde, im Landtag angelobt. Ihre erste Rede im Landtag hielt sie am 16. Dezember 2014 in der sie zum Rechnungshofbericht betreffend universitäre Einrichtungen Stellung nahm. Im Landtag war sie Sprecherin für Wissenschaft und Forschung. Nach den schweren Verlusten der ÖVP bei den Landtagswahlen schied sie im Juni 2015 wieder aus dem Landtag aus.

## Ausbildung und Beruf
Hollomey studierte Deutsch und Geschichte und schloss das Studium als Magistra ab. Sie ist Mittelschullehrerin am Bundesrealgymnasium Körösi in Graz und trägt den Berufstitel Oberstudienrat. Weiters ist sie Lehrbeauftragte am Institut für Geschichte an der Universität Graz.

## Privates
Hollomey ist mit dem Architekten Ralf Hollomey verheiratet und Mutter zweier Kinder.